# E673 (trasa europejska)
E673 – trasa europejska łącznikowa (kategorii B), biegnąca przez zachodnią Rumunię.
E673 zaczyna się w Lugoj, gdzie odbija od trasy europejskiej E70. Biegnie szlakiem drogi krajowej nr 68A do wsi Săcamaș, 19 km na zachód Deva, gdzie łączy się z trasą europejską E68.
Ogólna długość trasy E673 wynosi około 93 km.